# Cantón de Poissy-Norte
El cantón de Poissy-Norte era una división administrativa francesa, que estaba situada en el departamento de Yvelines y la región de Isla de Francia.

## Composición
El cantón estaba formado por tres comunas, más una fracción de la comuna que le daba su nombre:
- Carrières-sous-Poissy
- Médan
- Poissy (fracción)
- Villennes-sur-Seine

## Supresión del cantón de Poissy-Norte
En aplicación del Decreto nº 2014-214 de 21 de febrero de 2014, el cantón de Poissy-Norte fue suprimido el 22 de marzo de 2015 y sus 4 comunas pasaron a formar parte; dos del nuevo cantón de Verneuil-sur-Seine, una del nuevo cantón de Poissy y su fracción de comuna se unió a la otra fracción para formar el nuevo cantón de Poissy.